# 录尚书事
錄尚書事是中國東漢章帝時開始設置的職位。不過早在西漢昭帝時期就已出現領尚書事，昭帝初繼位，大將軍霍光秉政，領尚書事 。此處的領尚書事和錄尚書事同義。它不是一個獨立職位，需附加其他朝廷重要官職之下。如195年（東漢獻帝興平2年），曹操官拜鎮東將軍、錄尚書事，221年（蜀漢建安26年、章武元年）蜀漢諸葛亮官拜丞相、錄尚書事等。此職從漢代以來是有彈性的，直到東晉，錄尚書事權力擴大，形成常設制度，稱宰相。

## 發展
西漢武帝時，尚書開始經手天下章奏，歷經曲折，到東漢光武帝時尚書業務已增加至分設六曹，設尚書臺。東漢時，大臣中位階最高的三公權力已受到尚書臺的嚴重影響，僅剩執行政務的權力，而決策的空間大大受限（關於尚書與尚書臺歷史詳見條目尚書 (官職)）。75年章帝即位時首度任命錄尚書事一職予重臣牟融與趙憙。兼錄尚書事的重臣可以經手尚書臺業務，且地位高於尚書臺最高長官尚書令，等於將政務執行與決策的權力重新集於一身。東漢自汉章帝之后多为幼帝临朝，常任命重臣為太傅兼錄尚書事，如和帝時的鄧彪、殤帝時的張禹。朝廷重臣若要完全掌握行政實權，亦必須兼領此職。例如曹操安插重要屬下荀彧為尚書令，自己為錄尚書事；劉備託孤時以尚書令李嚴為錄尚書事的諸葛亮副手；蜀漢蔣琬、費禕作為政治最高決策官員時，均以尚書令兼錄尚書事。此後至南北朝均有錄尚書事任命之記載。祝總斌在其《兩漢魏晉南北朝宰相制度研究》中指出東晉錄尚書事制度的四個特點：常態化，制度化，貴族化，宰相化。
東晉錄尚書事制度出現以下變化：
1. 東晉前後存在百三年，錄尚書事除很少幾年因特殊原因（如資歷不夠，無合適人選等）空缺外，一直設立，沒有中斷。這和西晉是不同的。
2. 在制度上明確規定錄尚書事權力是“職無不總”。
3. 從具體人選看，高級士族借助錄尚書事制度控制朝政之性質，便更為清楚。
4. 更重要的是：東晉錄尚書事不僅在制度上，而且在實際政治中，握有大權，被稱作宰相。——祝總斌，兩漢魏晉南北朝宰相制度研究

## 知名擔任者
- 東漢獻帝時（192年），董卓被刺殺後，司徒王允兼錄尚書事。
- 東漢獻帝時（195年），曹操迎接獻帝後，獻帝封其為鎮東將軍、費亭侯，稍後封假節鉞、錄尚書事。
- 劉備稱帝時（221年），諸葛亮受封丞相、錄尚書事、假節。
- 西晉武帝時（270年代），賈充封太尉、行太子太保、錄尚書事。
- 司馬睿317年稱晉王，實際掌權者王導拜右將軍、揚州刺史、監江南諸軍事，遷驃騎將軍，加散騎常侍、都督中外諸軍、領中書監、錄尚書事、假節。
- 東晉安帝時（402年），桓玄掌握都城，矯詔加封自己為總百揆、侍中、都督中外諸軍事、丞相、錄尚書事、揚州牧、領徐州刺史、假黃鉞、羽葆鼓吹、班劍二十人，置左右長史、司馬、從事中郎四人，甲杖二百人上殿。
- 桓玄稱帝後，405年劉裕擊敗桓軍，迎回晉安帝。408年，經過多次推辭，劉裕接受錄尚書事任命，同時受封侍中、車騎將軍、開府儀同三司、揚州刺史。
- 南朝齊時（501年12月），蕭衍佔領首都健康，受中書監、都督揚南徐二州諸軍事、大司馬、錄尚書、驃騎大將軍、揚州刺史，封建安郡公，食邑萬戶，給班劍四十人。次年2月封梁公，3月封梁王，又過1個月接受齊帝禪位。
- 南朝梁時（556年4月），陳霸先擊退北齊進犯軍隊，8月受封丞相、錄尚書事、鎮纫大將軍，改（揚州）刺史為牧，進封義興郡公。第二年9月為陳公，10月封陳王，3日後接受梁帝禪位。[7]

曹魏
陈群、曹爽、司马懿、司马师、司马昭
蜀汉
诸葛亮、蔣琬、費禕、姜维
东吴
刘基、滕胤、全尚、濮阳兴、纪亮、滕牧、虞昺、李仁、华融
晋
王沈、贾充、司马亮、杨骏、司马泰、司马柬、卫瓘、司马肜、王浑、陈准、司马颖、张方、司马越、麴允、索綝、王导、司马羕、荀组、陆晔、荀崧、庾冰、何充、司马昱、蔡谟、桓温、谢安、司马道子、司马元显、桓谦、王谧、刘裕